# تريفور غوردون
تريفور غوردون (بالإنجليزية: Trevor Gordon)‏ (18 فبراير 1915 في أستراليا - 22 أكتوبر 2011) هو لاعب كريكت أسترالي. لعب مع فريق تسمانيا للكريكت.

## وصلات خارجية
- تريفور غوردون على موقع إي آس بي آن كريك إنفو (الإنجليزية)